# Nikolai Stepulov
Nikolai Stepulov, född 20 mars 1913 i Narva, död 2 januari 1968 i Tallinn, var en estnisk boxare.
Stepulov blev olympisk silvermedaljör i lättvikt i boxning vid sommarspelen 1936 i Berlin.